# Adis
Els adis, abors o abars són un poble de l'Índia a Arunachal Pradesh, emparentats amb els miris o misings, d'origen tibetà. Abar, paraula assamesa, vol dir "barbar" i era donat a diverses tribus de la frontera, però el nom adi és més acurat per designar al poble. Es dividien en els bar o bor (grans abars) i els abars pasi-meyong.